# John Lapli
Sir John Ini Lapli (ur. 12 czerwca 1955, zm. 18 stycznia 2025 w Honiarze) – salomoński duchowny anglikański i polityk, gubernator generalny Wysp Salomona w latach 1999–2004. 

## Życiorys
Przed objęciem funkcji gubernatora, zajmował funkcję premiera prowincji Temotu. W 2000 roku został porwany przez buntowników jednakże po kilku dniach od uprowadzenia został zwolniony.
W lipcu 2004 roku Lapli starał się ubiegać o reelekcję na stanowisko gubernatora, jednakże przegrał wybory zdobywając w głosowaniu w parlamencie zaledwie 6 z 41 możliwych głosów.
John Lapli był księdzem Anglikańskiego Kościoła Melanezji, przez co nosił imię „Ojciec John” lub „Mama John” (w regionie, w którym Lapli posługiwał jako duchowny, „Mama” znaczy ksiądz lub ojciec).
W 1999 został Kawalerem Krzyża Wielkiego orderu św. Michała i św. Jerzego (GCMG).

## Źródła
- Who is John Lapli?. www.biographies.net. [dostęp 2025-01-26]. (ang.).